# Ballagat
Ballagat è una frazione del comune di Lushnjë in Albania (prefettura di Fier).
Fino alla riforma amministrativa del 2015 era comune autonomo, dopo la riforma è stato accorpato, insieme agli ex-comuni di Allkaj, Bubullimë, Dushk, Fier-Shegan, Golem, Hysgjokaj, Karbunarë, Kolonjë e Krutje a costituire la municipalità di Lushnjë.

## Località
Il comune era formato dall'insieme delle seguenti località:
- Ballagat
- Gjuzaj
- Garunjas
- Gjyshaj
- Jazexhi
- Manasufaj
- Xibrak